# Hylaeus hobartiellus
Hylaeus hobartiellus is een vliesvleugelig insect uit de familie Colletidae. De wetenschappelijke naam van de soort is voor het eerst geldig gepubliceerd in 1929 door Cockerell.